# Clémentine Faïk-Nzuji Maduya
Clémentine Faik Nzuji, også kendt som Clémentine Faïk-Nzuji Madiya (født 21. januar 1944), er en kongolesisk digter og forfatter. Hun blev født i Tshofa, Kabinda Distrikt i Belgisk Congo. Albert S. Gérard kalder hende "den første digter af reel betydning" blandt en gruppe af afrikanske forfattere, der opstod i slutningen af 1960'erne; hun var også den første kvindelige forfatter i Belgisk Congo.

## Baggrund og tidligt liv
Hun tog eksamen fra universitetet i Lovanium.
Hun har også en doktorgrad i afrikanske studier fra universitetet i Paris.
Nzuji er gift og er moder til fem børn, og mange af hendes digte henviser til hendes familie.

### Litterære aktiviteter
Hun grundlagde Pléiade du Congo, en litterær gruppe i Kinshasa, og ledede og hjalp med at finde det internationale center for afrikanske sprog, litteraturer og traditioner til fordel for udvikling (CILTADE) ved det katolske universitet i Louvain. Hun har gjort vigtige bidrag i studiet af bantu lingvistik og mundtlig litteratur. Hun er også en prisvindende forfatter af noveller og poesi.

## Forfatterskab
- Énigmes lubas = Nshinga : étude structurale. Kinshasa: Éditions de l'Université Lovanium, 1970. (169p.). Riddles[7]

### Lyrik
- Murmures. Kinshasa: Lettres Congolaises, 1968.
- Kasalà. Kinshasa: Editions Mandore, 1969.
- Le temps des amants. Kinshasa: Editions Mandore, 1969.
- Lianes. Kinshasa: Editions du Mont noir, 1971. (Series Jeune littérature 4).
- Gestes interrompus. Lubumbashi: Editions Mandore, 1976.

### Prosa
- Lenga et autres contes d'inspiration traditionnelle. Lubumbashi: Editions Saint-Paul Afrique, 1976 (Märchen).
- Cité de l'abondance. Unveröffentlicht (Kurzgeschichten). Einziger Preisträger des jährlichen Wettbewerbs der Académie Royale des Sciences d'Outre-Mer (Brüssel) im Jahre 1986.
- Frisson de la mémoire, in: Cluzeau, Fiancée à vendre et treize autres nouvelles. Saint-Maur: SEPIA, 1993. (S. 203–229). Kurzgeschichte.